# 테리 존스
테리 존스(Terry Jones, 1942년 2월 1일 ~ 2020년 1월 21일)는 웨일스의 희극인, 배우, 각본가이다.

## 출연 작품
- 앱솔루틀리 애니씽 (2015)
- 몬티 파이튼과 나: 가짜 자서전  (2012)
- Annathe Moods (2007)
- 락트 아웃 (2006)
- 다이노토피아 (2002)
- 어머! 물고기가 됐어요 (2000)
- 영 인디아나 존스 (1992)
- LA 이야기 (1991)
- 바이킹 (1989)
- 컨슈밍 패션스 (1988)
- 라비린스 (1986)
- 몬티 파이튼 - 삶의 의미 (1983)
- 라이프 오브 브라이언 (1979)
- 자버워키 (1977)
- 몬티 파이튼의 성배 (1975)
- 엔드 나우 포 썸씽 (1972)
- 몬티 파이튼 - 완전히 다른 것을 위하여 (1971)
- 몬티 파이튼 비행 서커스 (1969)